# Quả tim máu
Quả tim máu (tựa tiếng Anh: Vengeful Heart) là bộ phim tâm lý, ly kỳ kinh dị của đạo diễn người Mỹ gốc Việt Victor Vũ, phim được công chiếu ra rạp vào ngày 14 tháng 2 năm 2014. Quả tim máu có sự tham gia của Nhã Phương, Thái Hòa, Quý Bình, Hoàng Bách, Tú Vi, NSƯT Kim Xuân, Nancy Nguyễn và Văn Tùng.
Phim dựa trên một vở kịch kinh dị cùng tên của Thái Hòa, tác phẩm nổi tiếng một thời của Sân khấu kịch Phú Nhuận.

## Nội dung
Chuyện phim kể về chàng rể "chui gầm chạn" tên Sơn hộ tống cô vợ mới cưới là Linh đi nghỉ sau ca phẫu thuật thay tim. Sau khi thay tim, Linh liên tục gặp nhiều chuyện lạ và luôn nằm mơ về một ngôi nhà trên vùng quê Đà Lạt. Đúng 49 ngày sau, cơn mộng du kỳ lạ đưa Linh đến bên nấm mộ một cô gái tên Phương ở một nơi xa vắng, hẻo lánh. Linh gặp Tâm - chồng Phương tại đó. Tâm đưa Linh về nhà để gọi người lên đón, Linh nhận ra đó chính là ngôi nhà cô đã thấy trong mơ lâu nay. Khi vào nhà, Linh gặp được má Phương là bà Lê và Cu Hù (bạn của vợ chồng Phương). Sơn lên đón Linh về thì vô tình trong lúc nói chuyện họ phát hiện ra Linh đang mang trong người trái tim của Phương - người con gái cũng là người vợ xấu số của gia đình này. Bà Lê xúc động xin vợ chồng Linh ở lại dự lễ 49 ngày của Phương và họ đã đồng ý.
Thế nhưng từ khi ở lại đó, nhiều chuyện lạ hơn xảy ra, Linh mộng du nhiều hơn, còn Sơn liên tục bị ma nhát, rồi những bóng ma lởn vởn trong nhà thường xuyên như muốn báo riêng cho Linh điều gì và thậm chí là Linh không thể rời khỏi ngôi nhà đó để về vì tim cô sẽ ngừng đập ngay khi rời khỏi. Cuối cùng, sau một lần bị ma nhát dữ dội, Sơn không chịu nổi đã khai ra rằng trước đây anh từng lái xe tông vào cô Phương giữa đường, xót cô vợ đang trong bệnh viện nên Sơn bỏ cô Phương đi luôn không cứu mà chỉ gọi báo 113. Ông công an Sáu Dũng liền mời Sơn về đồn để lấy lời khai. Tưởng mọi chuyện đã sáng tỏ, nhưng càng điều tra càng kỳ lạ hơn. Sơn khẳng định khi anh bỏ đi thì cô Phương vẫn còn sống và còn nguyên, chỉ đang bất tỉnh. Tuy nhiên, người phụ nữ công an tìm thấy lại bị xe cán nát bấy không nhận dạng được, chỉ có Tâm nhận là Phương rồi đưa về an táng.
Cu Hù phát hiện ra Linh mang máu O nên không thể nhận tim của Phương vì Phương thuộc máu AB. Sau đó, Linh và Cu Hù phát hiện một bàn thờ bí ẩn của một cô gái tên Hồng, bạn làm ăn của Tâm, trong tủ áo của anh ta. Khi nghe công an báo là cô Hồng đang mất tích, Cu Hù lấy xe môtô chở Linh ra trại hoa nơi Tâm đang làm đêm, Linh bắt đầu có linh cảm lạ. Linh năn nỉ Cu Hù chở cô vô ngôi nhà hoang trên đồi Mã Tà, hóa ra Phương còn sống và đang bị nhốt ở ngôi nhà hoang đó.
Phương kể rằng Hồng là nhân tình của Tâm dưới thành phố và họ có nhiều nợ nần với nhau trong công việc. Khi biết Tâm sẽ không từ bỏ cuộc tình với Phương (lúc đầu Tâm lấy Phương chỉ vì tài sản và định khi nào lấy hết sẽ ly dị Phương đến với Hồng nhưng về sau Tâm đã yêu Phương thật lòng) và sẽ bỏ mặc mình lãnh hết nợ nần dưới thành phố, Hồng lén nhắn tin kêu Phương ra ngôi nhà hoang trên đồi Mã Tà để "chứng kiến bộ mặt thật của chồng cô". Phương nấp bên ngoài phòng nghe hết mọi chuyện nhưng có ngờ đâu Tâm lấy xẻng đập Hồng bất tỉnh. Phương bỏ chạy rồi bị Tâm đuổi theo. Ra đến bìa rừng thì Phương băng ẩu qua đường nên bị xe của Sơn tông phải, Tâm trốn vào gốc cây, chờ cho Sơn lên xe chạy đi thì Tâm đi ra. Thấy Phương còn sống và luôn miệng bảo rằng sẽ tố cáo việc này nên Tâm tráo đổi quần áo của Phương và Hồng, Tâm nhốt Phương trong hầm và mang Hồng còn đang thoi thóp ra đường. Tâm lấy xe hơi của Phương cán qua cán lại cho Hồng chết và dựng hiện trường giả là cô Phương bị xe tông, đầu nát bấy. Thực ra trái tim Linh đang mang trong người chính là tim của Hồng. Biết hết mọi chuyện, Cu Hù gọi ngay cho ông Sáu Dũng. Thế nhưng, khi công an chưa kịp tới thì Tâm tấn công đánh Cu Hù bất tỉnh, còn Linh bị Tâm đuổi theo trong rừng. Vừa ra bìa rừng thì Linh té y như lúc Tâm đuổi theo Phương, Tâm rút dao toan giết Linh bịt miệng nhưng hồn ma Hồng kịp thời hiện ra cứu mạng Linh. Quá hoảng sợ khi thấy người con gái trên đường đang mang khuôn mặt của Hồng chứ không phải Linh, Tâm đứng chết trân như tượng trong kinh ngạc nhìn ánh mắt ma quái của Hồng thách thức mình. Ông Sáu Dũng cùng lực lượng công an ập tới, Tâm cố bỏ chạy nhưng bị một chiếc xe tải tông chết.
Má con Phương được đoàn tụ, vợ chồng Linh lại hạnh phúc bên nhau. Phim kết thúc với cảnh Cu Hù chèo xuồng đưa Phương đi ngắm cảnh ở bờ hồ, Phương nhận ra mối tình thầm kín của Cu Hù đối với mình từ lâu nhưng không dám nói ra.

## Diễn viên
- Nhã Phương vai Linh
- Thái Hòa vai Cu Hù
- Quý Bình vai Tâm
- Hoàng Bách vai Sơn
- Tú Vi vai Phương
- NSND Kim Xuân vai bà Lê
- Nancy Nguyễn vai Hồng
- Văn Tùng vai ông Sáu Dũng
- Mã Trung vai ông Phong
- Vy Minh vai Y tá

## Doanh thu
Chỉ sau ba ngày công chiếu, Quả tim máu đã thu về 24 tỷ đồng, tạo nên kỷ lục mới cho điện ảnh Việt Nam. Chưa dừng lại ở đó, đến ngày 24 tháng 2, tức là sau mười ngày công chiếu thì phim đã thu được 55 tỷ đồng. Tính đến ngày 2 tháng 3, sau 17 ngày công chiếu, Quả tim máu đã vượt con số một triệu vé. Đến ngày 6 tháng 3, bộ phim đã đạt doanh thu hơn 70 tỷ đồng.

## Nhận xét
VnExpress: "Bộ phim hấp dẫn ở những góc máy quay đẹp, từ cận cảnh đến toàn cảnh, khi mô tả con người lẫn không gian câu chuyện kể. Những góc máy đi theo bước chân mộng du của nhân vật Linh dễ khiến cho bạn trẻ yếu tim thỉnh thoảng giật mình. Kỹ thuật ánh sáng trong phim tạo nên những khuôn hình đẹp với bối cảnh khi là khu nghĩa trang âm u, mờ sương của phố núi, khi là buổi bình minh rạng rỡ đầy hoa, hay căn hồ rộng mênh mông với bóng ma ảo não trên mặt hồ. Rồi hình ảnh căn biệt thự cũ kỹ, những gian phòng mờ mờ bóng người, căn hầm tối tăm gợi cảm giác ẩm mốc, chiếc tủ gỗ với hai cánh cửa va lạch cạch ẩn chứa một điều gì đó ghê rợn... Đây là những thủ pháp điện ảnh rất cũ trong rất nhiều bộ phim ma, kinh dị của thế giới. Nhưng khi được xem ở một bộ phim trong nước, với bối cảnh Việt Nam, chúng vẫn gợi cảm giác thích thú cho khán giả.
Âm thanh cũng góp phần tạo nên nét thu hút cho phim. Tiếng nhịp tim đập thình thịch, tiếng lách cách của những âm thanh lạ, hay tiếng gió ngoài rừng thông, tiếng củi gỗ thông nổ lép bép trong lò sưởi... tăng thêm nét kịch tính và ma mị".